# Gare de Quenast
La gare de Quenast est une gare ferroviaire belge de la ligne 115, de Braine-l’Alleud à Rognon, via Tubize située à Quenast, ancienne commune rattachée à celle de Rebecq, dans la province du Brabant wallon en Région wallonne.

## Situation ferroviaire
La gare de Quenast est établie au point kilométrique (PK) 18,1 de la ligne 115, de Braine-l’Alleud à Rognon, via Tubize, entre le point d’arrêt de Ripain et la gare de Rebecq. La ligne 115 est uniquement exploitée entre Clabecq, Tubize et Quenast. Les carrières de Quenast y disposent d'un embranchement réutilisant l'assiette de la ligne sur quelques centaines de mètres.

## Histoire
L'État belge concède en 1870 à la Compagnie des Bassins Houillers du Hainaut un chemin de fer de Lembecq à Rebecq et Rognon (future section de Tubize à Rognon de la ligne 115. La section de Tubize à Quenast est livrée à l'exploitation le (1er juillet 1872). Le 15 novembre 1879, la ligne est prolongée vers Rebecq et Rognon.
La gare de Quenast, comporte un bâtiment des recettes et des installations pour le déchargement des marchandises.
La SNCB supprime les trains de voyageurs entre Tubize et Rognon à partir du 1er octobre 1961 ; la section de Quenast à Rognon est fermée aux trains de marchandises le 1er janvier 1963, les rails seront retirés en 1964.
Entre Tubize et Quenast, la ligne est restée ouverte afin de desservir le raccordement des carrières de Quenast, générant un trafic conséquent.

## Patrimoine ferroviaire
Le bâtiment de la gare correspond à une version tardive du plan type 1873 des Chemins de fer de l'État belge avec une aile basse de cinq travées (trois larges portes et deux fenêtres plus étroites), il était identique à celui de la gare de Rebecq, préservé en bon état.
À Quenast, l'aile accueillant le guichet et la salle d'attente, rendue inutile par la fin du transport de passagers, est détruite. Le reste, utilisé comme bâtiment de service, a depuis été abandonné et muré.